# Крюк (Свердловская область)
Крюк — село в Шалинском районе Свердловской области России. Входит в Шалинский муниципальный округ.
Ранее село входило в состав Платоновского сельсовета Шалинского района.

## География
Село Крюк расположено в 46 километрах к северо-западу от посёлка Шаля (в 53 километрах по автодорогам), в лесной местности, на левом берегу реки Большой Крюк (правый приток Сылвы), выше устья левого притока — реки Порозовки.

## Рождество-Богородицкая церковь
В 1892 году была построена деревянная однопрестольная церковь и освящена в честь Рождества Пресвятой Богородицы. Церковь была закрыта в 1930-е годы.

## Население
| 2002 | 2010 | 2021 |
| ---- | ---- | ---- |
| 65   | ↗75  | ↘47  |